# Lenguas iberorromances occidentales
Las lenguas iberorromances occidentales (también llamadas grupo iberooccidental) es un grupo de lenguas iberorromances originadas en la parte occidental de la península ibérica y caracterizadas por algunas isoglosas comunes como por ejemplo la retención de las vocales finales átonas -o, -e del latín tardío (en catalán y occitano estas vocales no están presente, al igual en que los grupos galorrománico, retorrománico y galoitálico. Dentro del iberorromance occidental se distinguen tres grandes bloques:
- Asturleonés

- Asturiano (España)
- Leonés (España)
- Mirandés (Portugal)
- Cántabro (España)
- Extremeño (España)

- Castellano

- Español o castellano (España) 
  - Canario (España)
  - Andaluz (España)
  - Castellano churro (España)
  - Murciano (España)
  - Dialecto extremeño o Castúo (España)

- Sefardí o ladino (Israel)

- Galaico-Portugués

- Galaicoportugués † fue el origen de este subgrupo.
- Judeoportugués † (Internacional)
- Gallego (España)
- Portugués (Portugal)
- Eonaviego o gallego-asturiano (España)
- Fala o galaico-extremeño (España)